# The Neon Demon
The Neon Demon é um filme dano-franco-estadunidense de 2016, dos gêneros drama, suspense e terror, dirigido Nicolas Winding Refn.
Estrelado por Elle Fanning, Jena Malone, Bella Heathcote, Abbey Lee, Karl Glusman, Christina Hendricks e Keanu Reeves, teve suas primeira aparição no Festival de Cannes 2016 em 24 de julho. O filme foi um fracasso de bilheteria, arrecadando um pouco mais de 3 dos 7 milhões de dólares do orçamento.

## Enredo
Jesse (Elle Fanning), de 18 anos, acaba de se mudar de uma cidade pequena para Los Angeles. Sua primeira sessão de fotos é feita por Dean (Karl Glusman). Ela conhece a maquiadora Ruby (Jena Malone), que apresenta outros modelos mais antigos Sarah (Abbey Lee) e Gigi (Bella Heathcote). As três mulheres estão intrigadas com a beleza natural de Jesse, bem como curiosas sobre suas proclividades sexuais. Jesse finge experiência no segundo.
Jesse obtém um acordo com Roberta Hoffman (Christina Hendricks), dono de uma agência de modelos, que lhe diz para fingir que tem dezenove anos e a remete para uma sessão de teste com um notável fotógrafo, Jack McCarther (Desmond Harrington). Jesse vai em um encontro com Dean, mas mantém seus avanços na baía. Ela retorna ao quarto do motel para encontrá-lo saqueado e ocupado por um felino parecido com um puma, mas rugindo como um gato grande. O gerente desagradável, Hank (Keanu Reeves), exige que ela pague os danos. Jesse vai para a sessão de fotos com Jack, que pede um ensaio fechado e cobre seu corpo nu com tinta dourada. A filmagem é bem-sucedida, e Gigi e Sarah começam a invejar a juventude de Jesse, enquanto Ruby está fascinado com ela.
Jesse vai para um teste de elenco para o designer de moda Robert Sarno (Alessandro Nivola), onde Sarah também está presente. Ele não dá atenção a Sarah, mas é fascinado por Jesse. Aflita, Sarah foge para um banheiro e quebra o espelho com raiva e quando Jesse entra, Sarah pergunta a ela como se sente ser a pessoa que todo mundo admira. Jesse admite, "É tudo." Sarah se aproxima dela, e Jesse acidentalmente corta a mão no vidro. Sarah imediatamente suga o sangue da mão de Jesse. Jesse corre para seu motel e desmaia, alucinando imagens estranhas. Dean chega, paga a Hank pelos danos no seu quarto e trata a ferida de Jesse. Durante seu curto intercâmbio, Hank revela uma tendência predatória sexual. Dean, não correspondendo o interesse em Jesse, tenta atrair a atenção para uma menina de 13 anos que é fugitiva, cujo quarto pode estar ao lado de Jesse.
No desfile de moda de Sarno, Gigi conta a Jesse sobre todo o trabalhoque ela fez, e expressa descrença de que Jesse não tenha usado sofás de fundição para alcançar o sucesso. Quando Jesse está fechando o show, ela vê um triângulo brilhante que ela viu antes em sua alucinação, e beija seu reflexo dentro de um prisma. Após o show, Jesse visivelmente mudada sai com Dean para um bar. Lá, Sarno denigre mulheres que têm cirurgia plástica, humilhando Gigi como um exemplo. Em contraste, ele elogia os olhares naturais de Jesse e declara que "a beleza não é tudo, é a única coisa". Dean desafia essa visão e tenta convencer Jesse a sair, mas ela o rejeita, agora exibindo uma personalidade com narcisismo.
Jesse tem um pesadelo com Hank forçando-a a engolir sexualmente uma faca. Ela acorda a tempo de ouvir alguém mexer na fechadura da porta. Ela rapidamente vira a fechadura, mas é forçada a ouvir enquanto o intruso invade o quarto do vizinho e a assalta. Aterrorizada, ela chama Ruby, que lhe diz para vir. Ruby tenta então iniciar sexo com ela, mas Jesse a rejeita, revelando-se virgem no processo. Virada, Ruby desenha um diagrama em seu espelho e sai para seu segundo emprego como maquiadora de um necrotério. Lá, ela se delicia com um cadáver feminino. Ruby volta para casa e encontra Jesse agora descarada em seu narcisismo. Jesse é atacada por Gigi e Sarah, que é a perseguem com facas. Ruby de repente empurra Jesse em uma enorme piscina vazia. Jesse está fatalmente ferida, a perna quebrada e a cabeça jorrando sangue. As três mulheres se aproximam dela com facas. Ruby é então visto em um banho cheio do sangue de Jessé; Sarah e Gigi estão lavando o sangue no chuveiro. No dia seguinte, o corpo nu de Ruby mostra tatuagens ocultas enquanto molha as flores lá fora e lava o sangue de Jesse da piscina. Mais tarde, ela jaz no túmulo sem marca de Jesse como parte de um ritual que culmina em sua sala iluminada pela lua, quando uma torrente de sangue emana dos genitais de Ruby.
No dia seguinte, Sarah leva Gigi para o photoshoot de Jack. Sarah declara a outra modelo programada para estar no ensaio que uma vez ela comer uma garota ela é "colocada num emprego", perturbando visivelmente Gigi. Jack fica de repente encantado com Sarah e pede-lhe para substituir a outro modelo, o que ela concorda com um sorriso. No meio da cena, Gigi sente doente e passa mal. Sarah a segue e vê Gigi vomitando um dos olhos de Jesse. Ela grita com arrependimento: "Eu preciso tirá-la de mim", e esfaqueia seu próprio estômago com uma tesoura, cortando seu abdômen. Sarah vê Gigi morrer, drools, come o globo ocular regurgitado e sai para retornar ao set. Créditos apresentam como uma mulher, que olha e se veste como Sarah, mas não mostra seu rosto para a câmera, caminha sozinho no Deserto de Mojave fora de Amboy em uma cena reminiscente do anúncio da Gucci com Refn apresentando Blake Lively. Se este epílogo é destinado a ser simbólico ou um photoshoot real envolvendo Sarah, é deixado aberto à especulação.

## Elenco
- Elle Fanning - Jesse
- Karl Glusman - Dean
- Jena Malone - Ruby
- Bella Heathcote - Gigi
- Abbey Lee - Sarah
- Desmond Harrington - Jack McCarther
- Christina Hendricks - Roberta Hoffman
- Keanu Reeves - Hank
- Alessandro Nivola - Robert Sarno
- Charles Baker - Mikey
- Jamie Clayton - Diretor

## Recepção
Owen Gleiberman, da Variety deu ao filme uma revisão mista: "Um filme de terror é o que The Neon Demo é (um tipo de). Ele está definido no mundo da moda de Los Angeles, e é o tipo de filme em que as modelos parecem manequins que se parecem. Os cadáveres de filmes slasher e cadáveres se parecem com objetos de amor. A beleza mistura-se com a carne mutilada, e cada imagem delicadamente lisa parece ter saído de Twin Peaks: Fire Walk with Me ou The Shining ou uma versão muito doente de um comercial da Calvin Klein. Cada cena, cada plano, cada linha de diálogo, cada pausa é tão hipnoticamente composta, tão luxuosamente sobredeliberada, que o público não pode deixar de supor que Refn sabe exatamente o que ele está fazendo - que ele está nos preparando para a matança. Mas não se você estiver à procura de um filme que faça sentido." Glenn Kenny do The New York Times criticou o filme chamando de "ridículo e pueril", e opinou: "O Sr. Refn compõe imagens impressionantes, mas elas são todas de segunda mão: Fellini falso, David Lynch falso e assim por diante." No Rotten Tomatoes tem uma classificação "podre" de 57% com o consenso: "'The Neon Demon' é sedutoramente elegante, mas o olho assegurado de Nicolas Winding Refn não consegue compensar um enredo subdesenvolvido e personagens finamente escritos".